# Olga Núñez Abaunza
Olga Núñez Abaunza (1920-1971) fue la primera abogada y la primera notaria nicaragüense. Ella fue la primera mujer en servir a nivel ministerial y la primera mujer diputada a servir en la Asamblea Nacional de Nicaragua. Fue una ardiente feminista, asistió a conferencias feministas, formó un ala femenina del partido liberal nacionalista y se postuló para un cargo en una plataforma feminista.

## Biografía
Núñez Abaunza nació Masaya, el 22 de marzo de 1920,  hija de Arturo Núñez Arteaga y Filomena Abaunza Zúñiga. Asistió a la escuela primaria en el Colegio de Señoritas de Masaya, donde dirigió el periódico de la escuela. Para obtener una educación secundaria, comenzó en la escuela de varones, el Instituto de Varones de Masaya. En 1938 concluyó sus estudios en el Instituto Nacional Central Ramírez Goyena en Managua con altas calificaciones. La escuela era considerada la mejor del país en ese momento.
Aunque se hicieron intentos para disuadirla de estudiar derecho, Núñez se matriculó en la Universidad Central de Nicaragua. En 1945, se graduó como la primera abogada de Nicaragua y primera notaria; el primer abogado varón, Miguel de Larreynaga, se graduó en 1801. Su tesis fue “La posición de la mujer en la Constitución y el Derecho Penal de Nicaragua”. Aquel año,  ganó el premio de literatura nacional Premio Nacional de Literatura Rubén Darío para su novela inédita Renuncia. Continuó sus estudios de posgrado en la Universidad de Pensilvania y en la Universidad Johns Hopkins con un enfoque en derechos humanos internacionales y completó una maestría en la Facultad de Derecho de la Universidad de Washington, en Estados Unidos.
Mientras estudiaba, Núñez también asistía a conferencias feministas. En 1945, asistió a la Conferencia de Chapultepec (la precursora del Tratado Interamericano de Asistencia Recíproca) y se desempeñó como delegada de la Comisión Interamericana de Mujeres (ahora conocida como CIM). En 1947, asistió al Primer Congreso Interamericano de Mujeres en la ciudad de Guatemala, Guatemala, como representante de la CIM.
En 1950, fue nombrada Viceministra de educación, la primera mujer en ocupar el cargo. Ocupó ese cargo hasta 1956, cuando fue elegida para la Cámara de Diputados. En 1955, había fundado el Ala Femenina del Partido Liberal Nacionalista (PLN) de Somoza y se postuló en una plataforma feminista. En 1957, Núñez y las dos suplentes también elegidas, Mirna Hueck de Matamoros y Mary Coco Maltez de Callejas, fueron las primeras candidatas a postularse para un cargo. Núñez fue la primera mujer diputada a servir en la Asamblea Nacional de Nicaragua. Durante su mandato, introdujo muchas piezas de legislación internacional y también legislación para varios municipios. En un caso, ella pudo resolver una larga disputa entre dos ciudades en el Departamento de Estelí, al ayudar a La Trinidad a obtener su designación como ciudad en 1962.

## Muerte
Núñez murió a los 51 años, el 12 de septiembre de 1971.

## Vida privada
En 1953 contrajo matrimonio con el abogado Efrén Saballos. Tuvieron cuatro hijas.